# Cerdistus dactylopygus
Cerdistus dactylopygus là một loài ruồi trong họ Asilidae. Cerdistus dactylopygus được Janssens miêu tả năm 1968. Loài này phân bố ở vùng Cổ Bắc giới và châu Á.